# آنها می‌گویند (ترانه دارون مالاکیان و اسکارز آن برودوی)
«آنها می‌گویند» اولین تک‌آهنگ گروه راک و متال دارون مالاکیان و اسکارز آن برودوی است. این آهنگ در تاریخ ۲۸ مارس ۲۰۰۸ در مای‌اسپیس رسمی و وب‌سایت گروه در دسترس قرار گرفت.
در ۲۹ ژوئیه ۲۰۰۸ و در روز انتشار آلبوم، این آهنگ برای دانلود در بازی ویدیویی راک بند در دسترس قرار گرفت. همچنین یک آهنگ قابل‌پخش در بازی ویدیویی گیتار هیرو ۵ است. و در بازی مسابقه‌ای، کالین مکری: درت ۲ نیز قرار دارد.

## فهرست آهنگ
- تمامی آهنگ‌ها توسط مالاکیان نوشته شده است.

### دانلود دیجیتال
| شماره | نام            | مدت  |
| ----- | -------------- | ---- |
| ۱.    | «آنها می‌گویند» | ۲:۴۸ |

### صفحه وینیل
| شماره | نام            | مدت  |
| ----- | -------------- | ---- |
| ۱.    | «آنها می‌گویند» | ۲:۴۸ |
| ۲.    | «روح گشنه»     | ۳:۳۷ |

## موزیک ویدیو
در ۲۰ ژوئن ۲۰۰۸، اسکارز آن برودوی تیزر موزیک ویدیوی «آنها می‌گویند» را در وبلاگ مای‌اسپیس خود منتشر کرد. در تیزر گفته می‌شود که این ویدیو به‌زودی نمایش داده می‌شود. موزیک ویدیو رسمی برای اولین بار در یاهو! میوزیک و در ۲۷ ژوئن به نمایش گذاشته می‌شود.
این ویدئو توسط پل مینور کارگردانی شده است. موزیک ویدیوی این آهنگ بند را درحال نواختن در استودیو نشان می‌دهد و کلیپ‌هایی از رویدادهای جهانی مانند اعتراضات را به‌طور متناوب نشان می‌دهد.

## بیلبورد
| چارت (۲۰۰۸)                             | بالاترین جایگاه |
| --------------------------------------- | --------------- |
| ایرپلی آلترناتیو ایالات متحده (بیلبورد) | ۱۵              |
| راک جریان اصلی ایالات متحده (بیلبورد)   | ۲۵              |